# II-57
De II-57 is een nationale weg van de tweede klasse in Bulgarije. De weg loopt van Stara Zagora via Radnevo naar Novoselets. De II-57 is 40 kilometer lang.